# Idioma arrernte
El idioma arrernte o aranda es una lengua aborigen hablada en la región de Alice Springs (en arrernte: Mparntwe), en Australia. Incluye los siguientes dialectos:
- Anmatjirra
- Alyawarr
- Ayerrerenge
- Antekerrepenhe
- Arrernte central o Arrernte de Mparntwe
- Arrernte oriental o Ikngerripenhe
- Arrernte occidental, Arrarnta, Tyuretye o Arrernte Alturlerenj
- Arrernte del sur o Pertame
- Bajo arrernte o Alenjerntarpe

No hay un consenso sobre si estos deben clasificarse como dialectos o si deben tratarse como distintos idiomas. El bajo arrernte es notoriamente diferente. 

## Fonología

### Consonantes
|                      | Periferales | Periferales | Periferales | Laminales | Laminales | Apicales   | Apicales |
| Bilabial             | Velar       | Uvular      | Palatal     | Dental    | Alveolar  | Retrofleja |          |
| -------------------- | ----------- | ----------- | ----------- | --------- | --------- | ---------- | -------- |
| Oclusivas            | p pʷ        | k kʷ        |             | c cʷ      | t̪ t̪ʷ      | t tʷ       | ʈ ʈʷ     |
| Nasales              | m mʷ        | ŋ ŋʷ        |             | ɲ ɲʷ      | n̪ n̪ʷ      | n nʷ       | ɳ ɳʷ     |
| Nasales preoclusivas | pm pmʷ      | kŋ kŋʷ      |             | cɲ cɲʷ    | t̪n̪ t̪n̪ʷ    | tn tnʷ     | ʈɳ ʈɳʷ   |
| Laterales            |             |             |             | ʎ ʎʷ      | l̪ l̪ʷ      | l lʷ       | ɭ ɭʷ     |
| Aproximante          | w           | ɰ~ʁ         | ɰ~ʁ         | j jʷ      |           |            | ɻ ɻʷ     |
| Vibrantes            |             |             |             |           |           | r rʷ       |          |

La consonante /ɰ~ʁ/ es descrita como velar ([ɰ]) por Breen (2005), y como uvular ([ʁ̞]) por Henderson (2003).

### Vocales
|        | Anteriores | Centrales | Poteriores |
| ------ | ---------- | --------- | ---------- |
| Altas  | (i)        |           | (u)        |
| Medias |            | ə         |            |
| Bajas  |            | a         |            |

Hay diferencias dialectales en cuanto a las vocales pero todos los dialectos poseen por lo menos /ə a/.

### Fonotáctica
La estructura silábica del arrernte es descrita como VC(C), con codas obligatorias.

## Arrernte en las escuelas
En la mayor parte de las escuelas primarias de Alice Springs, estudiantes de todos los orígenes étnicos estudian el idioma arrernte como una lengua obligatoria, junto al francés y al indonesio.  Adicionalmente, la mayoría de los centros de enseñanza superior de Alice Springs ofrecen como opción el estudio del idioma arrernte, pudiendo también ser aprendido en el Centralian College como parte de un curso de formación profesional. Hay planes para introducir la lengua arrernte como disciplina del currículo académico de las universidades.

## Arrernte en los lugares de trabajo
Muchos establecimientos de servicios de Alice Springs exigen que los empleados posean al menos un nivel básico de conocimiento del idioma arrernte, ya que aproximadamente el 25 % de los residentes de Alice Springs hablan arrernte como primera lengua. Así mismo ofrecen enseñanza opcional de arrernte.